# Spazio pubblico
Lo spazio pubblico è un luogo fisico (o virtuale) caratterizzato da un uso sociale collettivo dove chiunque ha il diritto di circolare o dialogare. È lo spazio della comunità o della collettività che in quanto tale si distingue dallo spazio privato riservato alla vita personale, intima, familiare.
Rappresenta nelle società umane, in particolare urbane, tutti gli spazi di passaggio e d'incontro che sono ad uso di tutti, come strade, piazze, parchi, stazioni, edifici pubblici quali biblioteche, municipi o altro. Lo spazio pubblico che si riferisce ad aree verdi non edificabili quali i parchi, i giardini ed i prati pubblici, viene spesso definito verde pubblico.
Nel corso degli ultimi secoli, con il superamento dei poteri assolutistici e l'affermazione delle democrazie moderne, la nozione di spazio pubblico si è estesa fino a comprendere ogni spazio collettivo, fisico o virtuale, nel quale si esercitano i diritti/doveri di cittadinanza, d'informazione, di azione politica.
La qualità di uno spazio pubblico dipende da diversi fattori quali l'accessibilità, l'intensità d'uso e delle relazioni sociali che può favorire, la visibilità e la mescolanza di comportamenti e gruppi sociali differenti, la capacità di promuovere l'identità simbolica del luogo, l'adattabilità a usi diversi nel corso del tempo.
Tali caratteristiche sono talvolta riscontrabili in spazi ibridi pubblico/privati che possono rientrare a pieno titolo nella categoria degli spazi pubblici mentre viceversa spazi di proprietà pubblica ne sono talvolta privi. Per questo motivo la nozione di spazio pubblico non sempre è associata alla nozione di proprietà pubblica.
Non sono di norma associati al concetto di spazio pubblico le zone di proprietà pubblica nelle quali l'accesso è vietato o sottoposto a particolari condizioni d'uso per motivi di sicurezza militare o ambientale o quelle aree di proprietà del demanio che garantiscono la protezione delle coste, degli argini di fiumi o quelle dedicate a un utilizzo collettivo delle risorse naturali come l'uso civico di boschi e pascoli.
Alcuni spazi ibridi di proprietà privata caratterizzati da un uso collettivo come i luoghi di culto, i centri commerciali, i parchi tematici non sono spazi pubblici ma spazi aperti al pubblico in quanto applicano restrizioni di comportamento o divieto di accesso nei confronti di alcune categorie di persone. Come per qualunque fenomeno o luogo che rappresenta la vita collettiva i comportamenti che si svolgono nello spazio pubblico sono regolati da statuti, norme o leggi che tutelano l'interesse generale della cittadinanza.

## Storia urbana

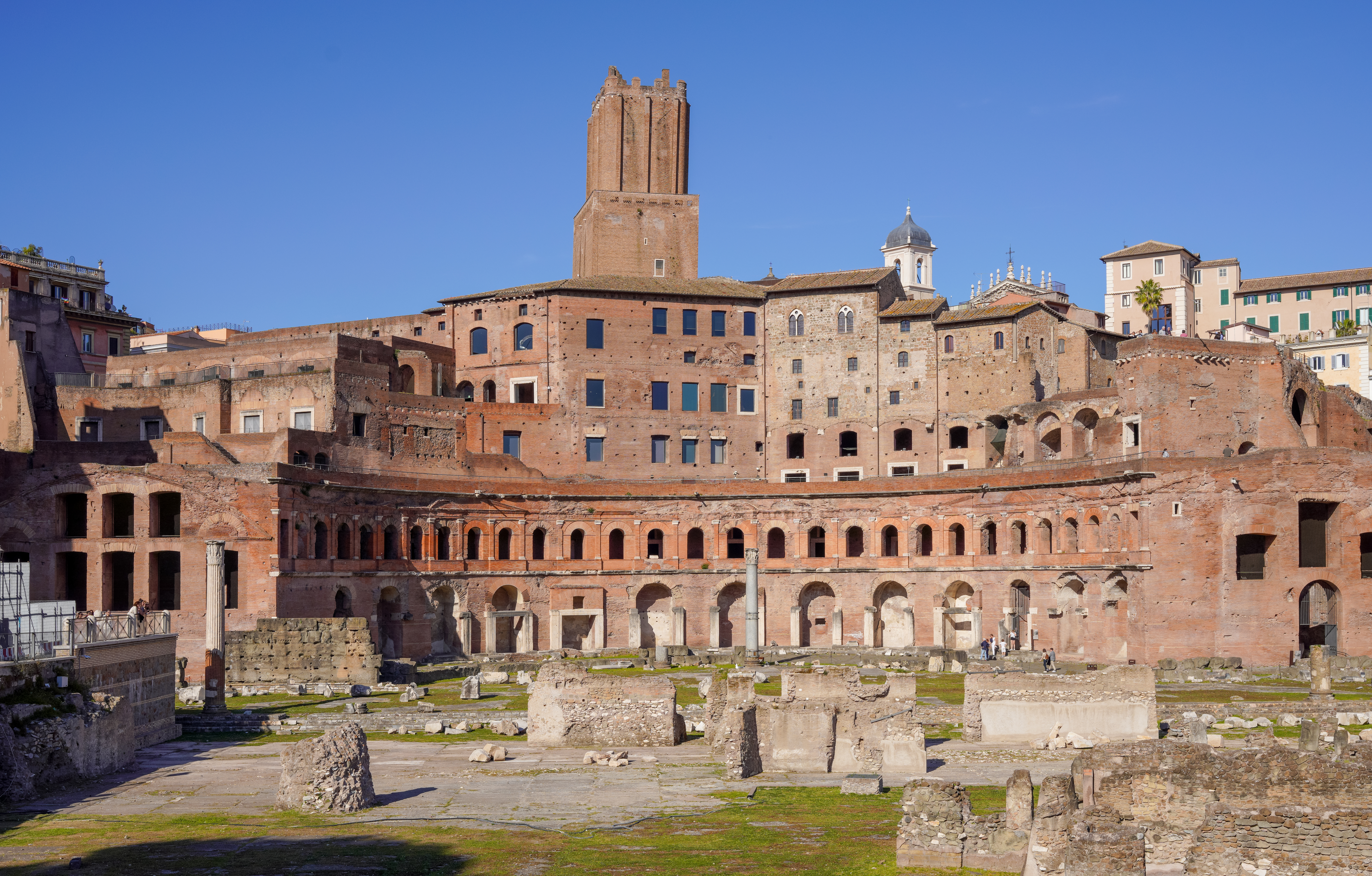
Foro di Traiano, Roma

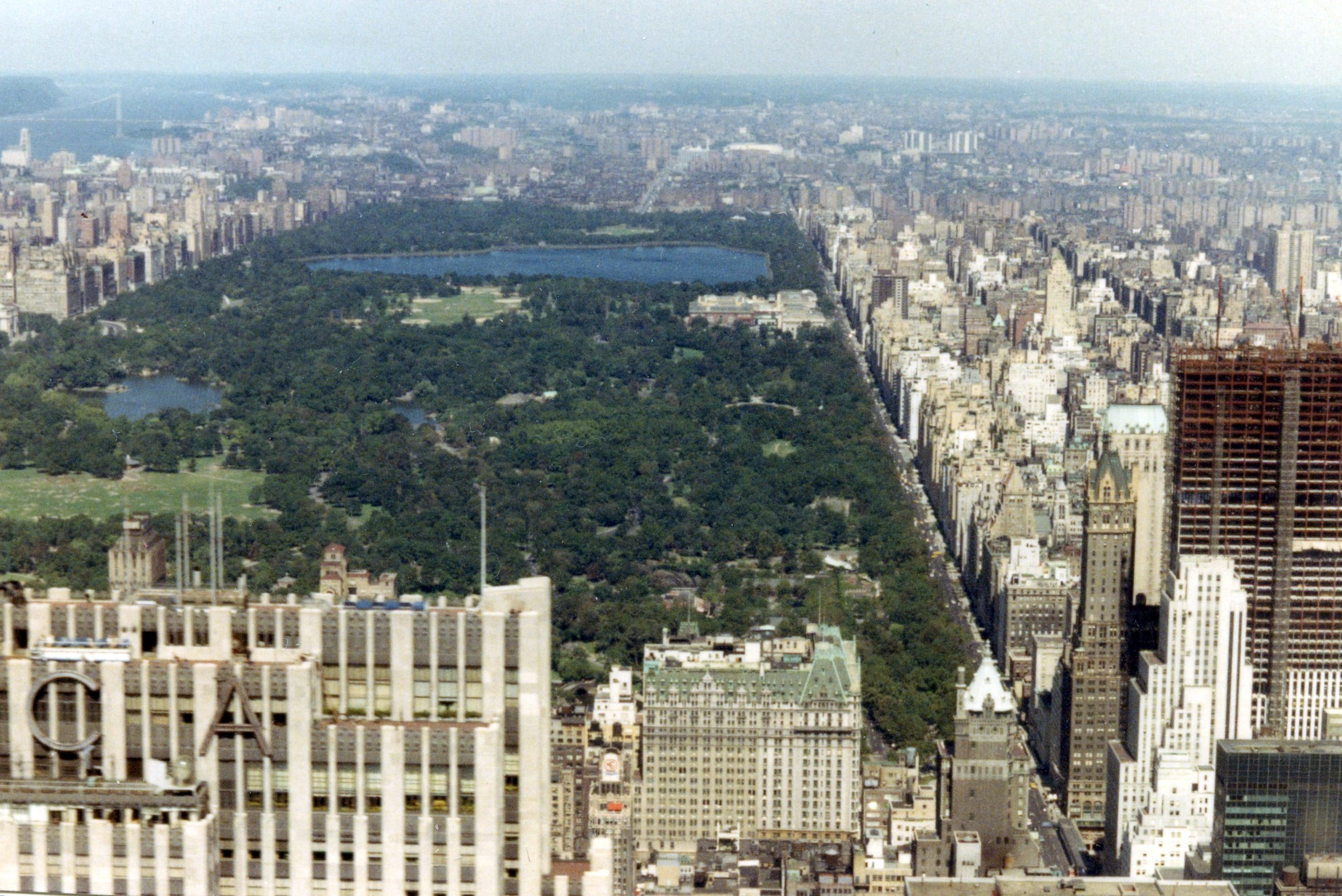
Central Park, New York

L'evoluzione storica dello spazio pubblico è il filo conduttore con il quale è descritta la storia delle città: l'agorà dell'antica Grecia, il foro romano e le grandi vie consolari, le piazze medioevali come luoghi di scambio commerciale e simboli dell'identità comunale (Piazza del Campo a Siena), le piazze e strade romane in epoca barocca (il tridente di Piazza del Popolo a Roma), i boulevard di Parigi progettati da Georges Eugène Haussmann, il Central Park a New York: attraverso gli spazi pubblici è stata tessuta la trama ordinatrice delle città.
Dal XIX secolo la rivoluzione industriale induce a modificare gli assetti urbani per favorire la mobilità di persone e merci grazie all'evoluzione tecnica dei sistemi di trasporto che hanno costretto le città ad adattare i loro spazi pubblici alla ferrovia, al tram, all'automobile. Ciò ha comportato la riduzione di alcuni spazi pubblici a spazi monofunzionali e tecnici privi dei valori sociali, culturali e simbolici generalmente attribuiti allo spazio pubblico della città storica.
Per migliorare le condizioni igieniche dell'ambiente urbano aggravate dalla produzione industriale i piani di sviluppo delle città sono stati improntati sui principi urbanistici dello zoning che ha separato le funzioni produttive, commerciali, residenziali e di servizio, trasformando la natura intrinseca dello spazio pubblico che trae la sua vitalità dalla mescolanza di funzioni, dalle opportunità di incontro e relazioni.
La crescita urbana contemporanea è segnata da processi ancor più accentuati di specializzazione funzionale, di privatizzazione degli spazi a uso collettivo (i grandi centri commerciali) e segregazione residenziale (enclave chiuse e protette con accesso riservato ai soli residenti). Tale processo di frammentazione funzionale e dispersione territoriale impoverisce ulteriormente lo spazio pubblico inteso come spazio polifunzionale e di libero accesso e struttura portante della città.
Una reazione culturale a questa tendenza è rappresentata da una corrente urbanistica che auspica un ritorno nostalgico alla città del passato sia riproducendo artificialmente alcune forme spaziali che richiamano la tradizione sia progettando nuovi quartieri residenziali imperniati su spazi pubblici plurifunzionali (New Urbanism).
Le riflessioni contemporanee dell'urbanistica sono tese a restituire valore allo spazio pubblico inteso come luogo di [socialità], di riconoscimento dei valori comunitari, ove si esercita il diritto all'uso democratico della città e del territorio.
La rinascita dello spazio pubblico è promossa da amministrazioni locali e da numerose associazioni di cittadini.
Nel corso degli ultimi decenni la politica delle amministrazioni di importanti città europee ha favorito il recupero di alcuni spazi pubblici dei centri storici e di quartieri periferici sia riservando ai pedoni aree nevralgiche sia limitando gli accessi al traffico veicolare. Queste azioni di riqualificazione sono dettate non solo dalla volontà di restituire alla vita sociale spazi occupati dalle automobili ma anche dall'esigenza di ridurre i fattori inquinanti e dal proposito di accrescere i fattori di competitività della città e favorire il turismo.
È decisivo nella rinascita dello spazio pubblico l'impegno di numerosi movimenti di base di cittadini che rivendicano il diritto a un uso libero degli spazi pubblici, a tutelare parchi ed aree verdi secondo i principi dell'ecologia, a realizzare aree pedonali e piste ciclabili, a contestare la realizzazione di nuove costruzioni che possano compromettere la qualità dello spazio pubblico e della vita quotidiana. La maggiore influenza della società civile nella gestione dello spazio urbano ha fatto emergere nuove modalità di progettazione urbanistica che prevedono la partecipazione dei cittadini (urbanistica partecipata) alla redazione e verifica dei progetti urbani.
La globalizzazione ha portato con sé i fenomeni migratori che contribuiscono a configurare le realtà urbane come un intenso mix di razze e culture per le quali occorre ridefinire i diritti/doveri di cittadinanza, favorire i processi di integrazione, redigere nuovi e inediti statuti dello spazio pubblico.

## Politica e filosofia
Oltre la dimensione urbana e fisica per spazio pubblico si intende generalmente il luogo simbolico delle libertà civili: libertà di manifestazione, di parola, d'espressione. Questo luogo simbolico è regolato dalle leggi e costituisce il terreno delle libertà democratiche che consentono di regolare i conflitti sociali e politici ed il confronto con i poteri costituiti.
Spazio pubblico è quindi una nozione cardine delle scienze umane e sociali. Definito in primo luogo da Kant è argomento di riflessione per molti pensatori e filosofi che si concentrano sulle profonde trasformazioni avvenute nell'ultimo secolo nel rapporto tra sfera pubblica e privata.
Jürgen Habermas con la pubblicazione intitolata teoria dell'agire comunicativo descrive il processo nel corso del quale il pubblico costituito d'individui facendo uso della loro ragione s'appropria della sfera pubblica controllata dall'autorità e la trasforma in una sfera dove la critica si esercita contro il potere dello Stato.
Questo processo nasce nel XVIII secolo in Inghilterra nel periodo di sviluppo urbanistico delle città e della contemporanea definizione della nozione di spazio privato da parte della borghesia urbana emergente. Habermas illustra come le riunioni nei club e nei caffè hanno contribuito alla moltiplicazione delle discussioni e dei dibattiti politici anche attraverso l'uso dei media dell'epoca (giornali e riviste). Il concetto di pubblicità, nel senso di ampia diffusione delle informazioni e degli argomenti di dibattito attraverso i mass media, è un elemento centrale della teoria di Habermas: la pubblicità deve essere intesa come dimensione costitutiva dello spazio pubblico e come principio di controllo del potere politico perché l'opinione pubblica diventa visibile solo attraverso la sua pubblicizzazione.
Nella sua opera Storia e critica dell'opinione pubblica Habermas sviluppa una definizione normativa di sfera pubblica sulla base di una ricostruzione storica fino ad arrivare ad evidenziare il degrado nella società contemporanea. Il pensiero dell'autore si basa sull'idea che la sfera pubblica sia composta da un pubblico raziocinante, considerata come il fattore ultimo di legittimazione dello stato democratico. Dunque la sfera pubblica appare come uno strumento di "dissoluzione discorsiva del potere": nelle società moderne il potere viene sostituito da un vaglio argomentativo, diventando così l'unico modo per conferire legittimità al potere stesso, al posto della consuetudine o della tradizione. Habermas fa un'ulteriore classificazione circa la strutturazione della sfera pubblica, affermando che essa è strutturata su tre livelli: 1) una sfera pubblica effimera, data dalle comunicazioni informali ed episodiche che hanno luogo nei caffè o per strada; 2) una sfera pubblica messa fisicamente in scena, che si ritrova a teatro, nei concerti, nelle riunioni di partito; ed infine, 3) una sfera pubblica astratta, resa possibile dai mass media e da un pubblico delocalizzato.
Hannah Arendt, affascinata dall'ideale greco dell'agorà, pensava che lo spazio pubblico fosse stato usurpato dall'irrompere sulla scena politica dei problemi sociali del lavoro e dei bisogni, che ciò comportasse la riduzione degli esseri umani a essere un riflesso degli automatismi della produzione e del consumo sottraendo loro l'opportunità di dibattere e agire politicamente. Nel suo libro Vita Activa. La condizione umana individua le tre condizioni dell'esistenza: il lavoro che assicura la sopravvivenza, la produzione che genera il mondo concreto in cui viviamo e lo spazio pubblico in cui gli individui interagiscono mediante la discussione cui segue l'azione come conseguenza prevalente. In questa dimensione lo spazio pubblico ha il significato politico di azione collettiva che può assumere anche l'aspetto della disobbedienza civile, come emerge in alcuni scritti nei quali la Arendt sostiene il dovere politico della partecipazione come fondamentale espressione di libertà.
Per Zygmunt Bauman esiste nella società moderna un crescente divario tra la condizione de jure e la condizione de facto degli individui. Tale divario si è creato ed ampliato a causa dello svuotamento dello spazio pubblico ed in particolare dell'agorà, luogo intermedio, pubblico/privato, dove la politica della vita incontra la Politica con la P maiuscola.
In Arendt, Habermas, Bauman s'intravede un filo comune che denota una nostalgia per lo spazio pubblico classico, quello nel quale i cittadini si radunavano per discutere dei fatti riguardanti la città secondo un ideale di vita politica retta dal dialogo e dall'argomentazione.
Daniel Innerarity si domanda se è possibile ridefinire percorsi di democrazia nei quali la sfera pubblica sia intesa come luogo di riflessione sull'interesse collettivo e non già come sommatoria algebrica d'interessi particolari, dove la politica abbia preminenza sull'economia e la comunicazione libera sovrasti la comunicazione commerciale. È possibile ripensare lo spazio pubblico come occasione per generare una nuova cultura politica capace di vedere sul lungo termine, di ridefinire le responsabilità dei singoli e ciò che è comune partendo dalle differenze e dalla complessità delle società attuale?
Una difficoltà nel definire lo spazio pubblico contemporaneo sta nell'indebolimento di ciò che può essere identificato come comune. I sistemi sociali contemporanei sono più complessi che in passato, non possono definire ciò che è comune in termini ultimativi e incontrovertibili tanto più in presenza di una grande pluralità di identità sociali e culturali. Le identità, secondo Innerarity, dovranno essere intese come realtà flessibili, non dovranno chiudersi in se stesse ma valorizzare le singole culture nell'incontro, nella traduzione e narrazione a coloro che sono altro da noi.
Anche se non si può prescindere dal fatto che lo spazio pubblico contemporaneo non può essere inteso come omogeneo e fondato sul consenso, secondo un'idea antica di comunità, bensì va visto come qualcosa di plurale e di incompiuto, caratterizzato da differenze interne e antagonismi, rispettoso della complessità delle nostre società, tuttavia l'agire politico è inscindibile dalla formazione di una comunità, di un vincolo umano dotato di senso, ed è questo un aspetto che implica necessariamente il rifiuto di ogni esercizio di dominazione o di neutralizzazione della pluralità. La sua ambizione più legittima consiste nel promuovere un immaginario positivo del vivere insieme che sia capace di rafforzarsi continuamente attraverso la prospettiva di un agire comune.
A tale scopo può contribuire la democrazia deliberativa che mira a definire luoghi dove costruire in comune orizzonti sociali che prendano atto delle differenze d'interessi ma al contempo non siano mera negoziazione degli stessi.
Il potere si potrà configurare come cooperativo, sottratto ai meccanismi di controllo statale autoritario e potrà funzionare con i meccanismi propri dei sistemi complessi, dinamici, flessibili, tendenzialmente autoregolanti.

## Qualità della comunicazione

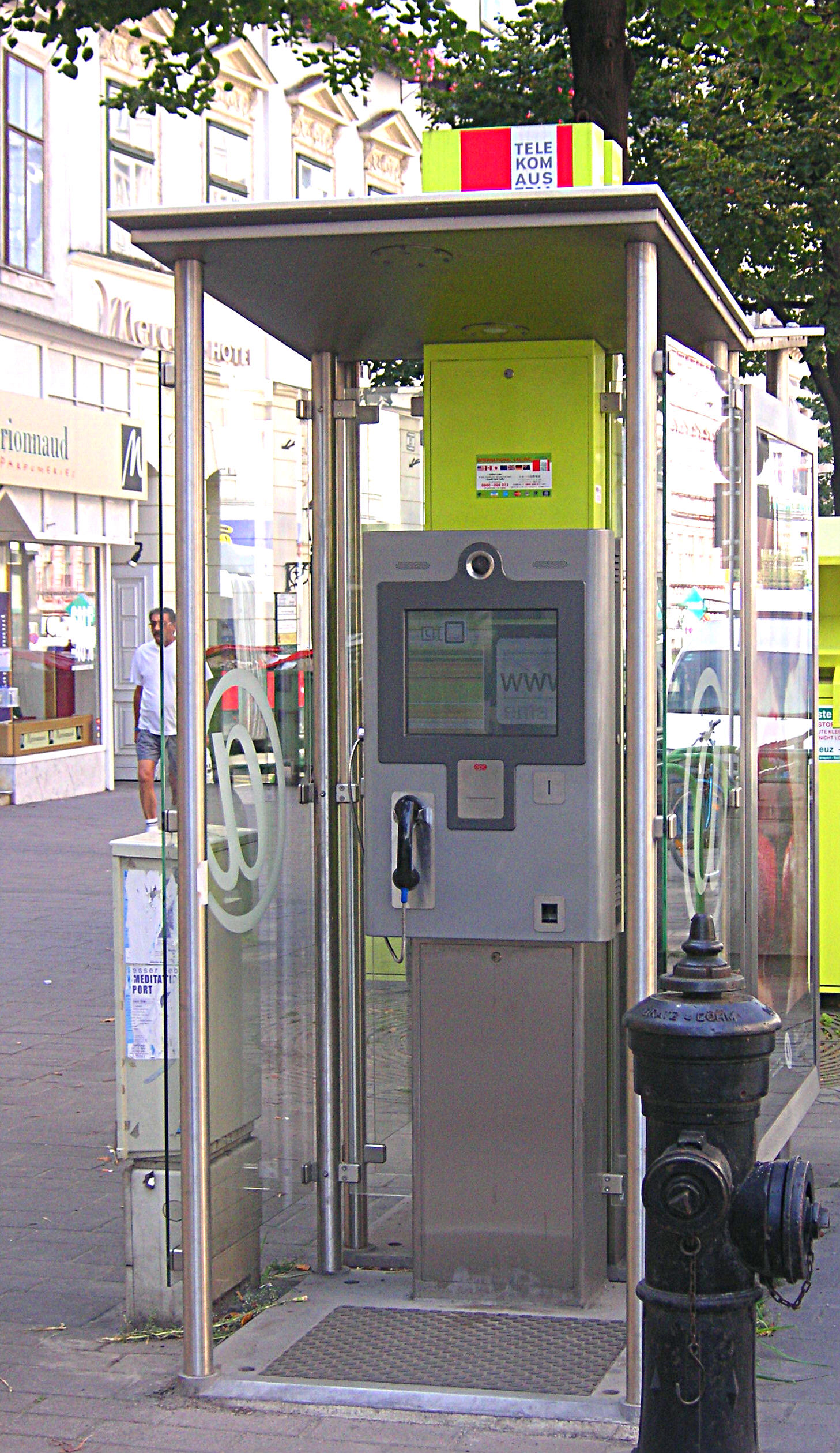
Chiosco Internet

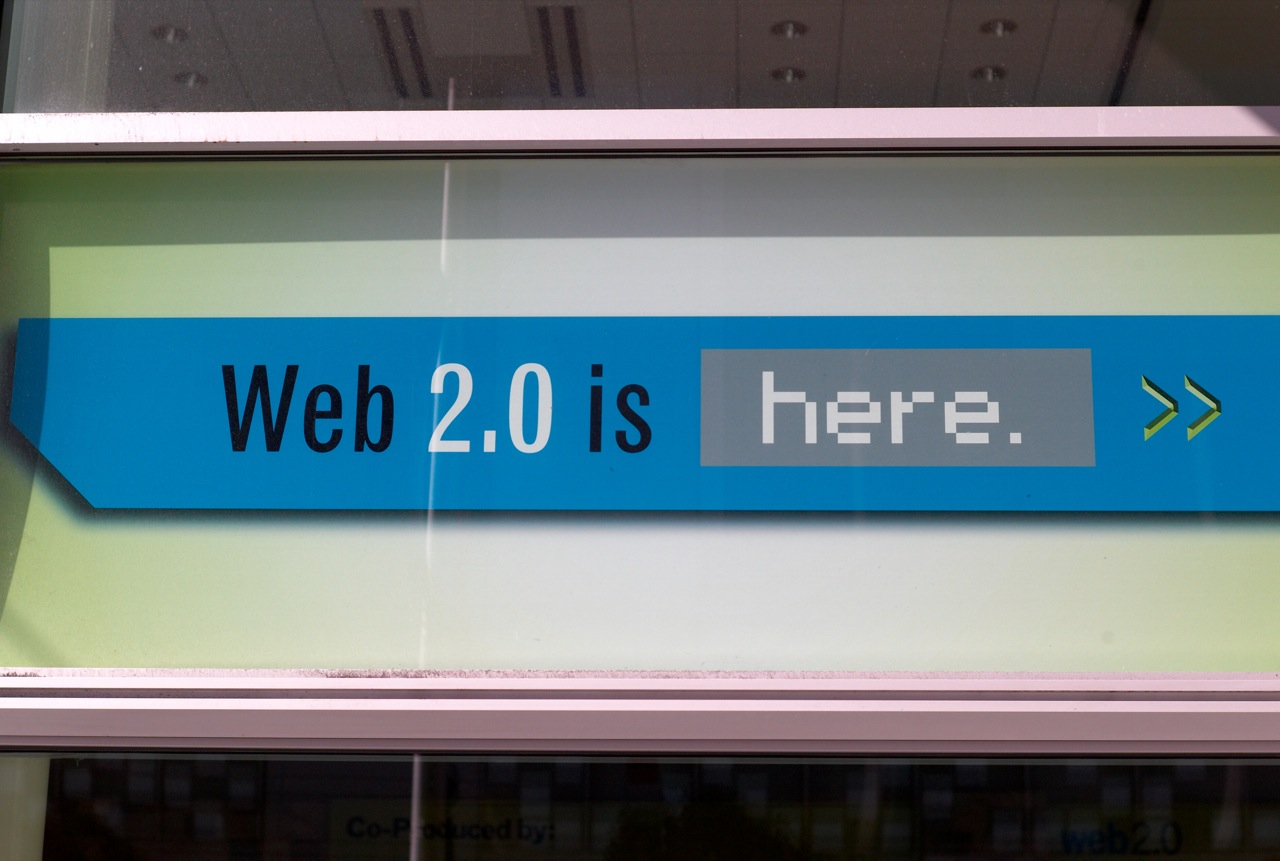

Nel campo della scienza della comunicazione si può citare l'analisi di Bernard Miège la società conquistata dalla comunicazione che distingue quattro grandi modelli di comunicazione cui fa riferimento l'organizzazione di uno spazio pubblico: la stampa d'opinione (secolo XVIII), la stampa commerciale (secolo XIX), i mezzi di comunicazione di massa (secolo XX) e le relazioni pubbliche generalizzate (dagli anni 70 del XX secolo).
I mezzi di comunicazione di massa hanno ampliato apparentemente ma ridotto sostanzialmente gli ambiti dello spazio pubblico che non è più il luogo dell'argomentazione pubblica ma l'occasione per pubblicizzare il privato. I discorsi hanno un tono perentorio di difesa delle proprie opinioni, di legittimazione del proprio comportamento e non indirizzati alla persuasione dell'avversario. Sono una concitata sovrapposizione di monologhi. Se non si ha interesse a promuovere la discussione pubblica le opinioni si sovrappongono senza confrontarsi mai, la dimensione pubblica perde la sua funzione mediatrice, l'opinione pubblica si riduce a sondaggi d'opinione.
Per Habermas, lo spazio pubblico governato dalla ragione rischia il declino, poiché la pubblicità critica lascerà poco a poco il posto ad una pubblicità di manipolazione, al servizio di interessi privati. La comunicazione è ridotta ad una serie di “riti di acclamazione”, lo spazio pubblico si limita ad essere palcoscenico per mettere in scena un evento pubblico e perde la sua natura originaria di luogo nel quale si argomentano e formano le opinioni.
Con l'avvento di Internet e l'affermazione dell'economia globalizzata si assiste ad un nuovo complesso fenomeno di informazione e conoscenza che supera i confini nazionali e ridefinisce i termini dello spazio pubblico. Il web può definirsi la nuova agorà ove è teoricamente garantito il libero accesso a tutti e dove tutti possono esprimere opinioni, aprire blog, forum, chat, ecc.
Le diseguaglianze sociali, economiche, geopolitiche escludono una parte consistente della popolazione mondiale dall'accesso a questa fonte essenziale della società della conoscenza. Pertanto stanno emergendo movimenti culturali che promuovono la riconquista di una dimensione pubblica, libera, non discriminante, democratica, sia negli strumenti (open source) che nei luoghi (piazze telematiche).